# Gonzalo Orlando Díaz
Gonzalo Orlando Díaz Nachar (Mendoza, 1º marzo 1991) è un calciatore argentino, attaccante del FADEP.

## Caratteristiche tecniche
È un'ala sinistra che può spostarsi nella fascia opposta.

## Palmarès

### Nazionali
- Campionato messicano: 1

América: 2014 (A)

### Internazionali
- CONCACAF Champions' Cup: 1

América: 2014-2015